# Weil (Bajorország)
Weil település Németországban, azon belül Bajorországban. Lakosainak száma 4018 fő (2023. december 31.).

## Népesség
A település népessége az elmúlt években az alábbi módon változott:
| Lakosok száma | 507  | 830  | 2367 | 2608 | 3745 | 3763 | 3789 | 3826 | 3924 | 4018 |
|               | 1875 | 1950 | 1975 | 1987 | 2012 | 2014 | 2016 | 2017 | 2021 | 2023 |